# Средишња Атина (округ)
Округ Средишња Атина (грч.  - periferiakí enótita Kentrikou Tomea Athiniou) је округ у периферији Атика, на истоименом полуострву Атика. Управно средиште округа је главни град Грчке, Атина.
Округ Средишња Атина је успостављен 2011. године поделом некадашње некадашње префектуре Атина, која је тада због величине подељена на четири мања округа.

## Природне одлике
Округ Средишња Атина обухвата брдовито подручје у западном делу полуострва Атика.
Округ има средоземну климу.

## Становништво
По последњим проценама из 2001. године округ Средишња Атина је имао око 1,1 милион становника, од чега око 60% живи у седишту округа, граду Атини.
Етнички састав: Главно становништво округа су Грци, али у округу има и доста странаца. Око 10% становништва "Велике Атине" су нови усељеници у Грчку.
Густина насељености је преко 12.000 ст./км², што је неупоредиво више од просека Грчке (око 80 ст./км²), али је у складу са карактером округа, који покрива потпуно изграђено земљиште Атине.

## Управна подела и насеља
Округ Средишња Атина се дели на 8 општина (број је ознака општине на карти):
1. Атина - 1
2. Виронас - 10
3. Галаци - 11
4. Дафни–Имитос - 13
5. Зографу - 15
6. Илијуполи - 16
7. Кајсаријани - 19
8. Филаделфија–Халкидона - 32

Град Атина је седиште округа, али и периферије и целе Грчке. Све остале општине у округу су заправо њена предграђа и сва су велика насеља (> 10.000 ст.).